# Goliath Awaits
Goliath Awaits (Goliath está esperando en España, Operación Goliath en Hispanoamérica) es un telefilme estadounidense de 1981 originalmente transmitido en dos partes sobre la vida de 337 supervivientes en un barco hundido que reposa en el fondo del mar.

## Trama
En 1939 el lujoso trasatlántico británico Goliath con 1.860 pasajeros con destino a los Estados Unidos es hundido por un torpedo disparado por un u-boot alemán a los tres días del estallido de la Segunda Guerra Mundial.
En 1981 científicos que realizan una investigación descubren el casco del Goliath reposando a 1.000 pies (305 m) de la superficie del mar. Un grupo de buzos encabezados por el oceanógrafo Peter Cabot acuden a investigar, escuchan música y disparos provenientes de la nave, pero lo que más los conmociona es ver el rostro de una mujer por una de las claraboyas. 
Una vez dentro descubren a 337 sobrevivientes y sus descendientes que viven dentro de la burbuja de aire que se formó dentro del barco en el momento del hundimiento. Estas personas han desarrollado tecnologías para sobrevivir e ignoran lo que ocurre en el mundo exterior. Son gobernados por el oficial John McKenzie, quien se atribuye el haberles salvado la vida y los mantiene bajo un régimen tiránico.
Para complicar todavía más las cosas, el barco lleva documentos importantes para el entonces presidente Franklin D. Roosevelt. Una comisión militar británico-estadounidense es enviada por el almirante Wiley Sloan para apoderarse de los papeles y destruirlos.

## Reparto
- Mark Harmon  - Peter Cabot
- Christopher Lee  - John McKenzie
- Eddie Albert  - Almirante Wiley Sloan
- John Carradine  - Ronald Bentley
- Alex Cord  - Dr. Sam Marlowe
- Robert Forster  - Comandante Jeff Selkirk
- Frank Gorshin  - Dan Wesker
- Jean Marsh  - Dr. Goldman
- John McIntire  - Senador Oliver Bartholemew
- Emma Samms  - Lea McKenzie
- Kirk Cameron  - Liam

## Filmación
La película se filmó en interiores a bordo del RMS Queen Mary.